# Пйотр Хвальчевський
Пйотр Хвальчевський (пол. Piotr Chwalczewski; д/н — 25 вересня 1568, Рашкув) — державний діяч, економіст королівства Польського.

## Життєпис
Походив з польського шляхетського роду Хвальчевських (Фальчевських) гербу Труби. Син зем'янина Анджея Хвальчевського. Народився у містечку Рашкув Каліського воєводства. Здобув гарну освіту. Спочатку був дворянином королеви Бони, з 1545 року стає її економічним радником.
1553 року призначено старостою книшинським, а 1554 року отримав староство бельське. Водночас очолив комісію з проведення аграрної реформи, підсумком якої було видання 1557 року Устави на волоки, що поширився на Велике князівство Литовське. 1555 року отримав посаду підкоморія каліського.
1566 року стає каштеляном беховським, завдяки чому став сенатором польським. Помер 1568 року.